# Nowaja Kultura
Nowaja Kultura (biał. Новая Культура; ros. Новая Культура) – wieś na Białorusi, w obwodzie mohylewskim, w rejonie mohylewskim, w sielsowiecie Zawadskaja Słabada.